# LEGO Interactive
LEGO Interactive, precedentemente conosciuta come LEGO Software, è stata la divisione aziendale della LEGO dedicata allo sviluppo di videogiochi.
Fondata nel 1997 a Londra, la divisione è stata chiusa nel 2005 dopo aver realizzato oltre ottanta videogiochi.

## Storia
Dopo il successo commerciale di Isola LEGO di Mindscape, la LEGO decise di aprire una nuova divisione aziendale dedicata allo sviluppo di videogiochi.
Nel 2005 il gruppo LEGO chiuse LEGO Interactive; alcuni ex dipendenti dello studio aprirono Razorback Developments, recuperando la licenza dei videogiochi a tema Lego e co-pubblicando Bionicle: Maze of Shadows.
Fino al 2008 I giochi erano basati solo sulle proprietà Lego, ma con LEGO Creator: Harry Potter, sono stati introdotti giochi basati anche su licenza di proprietà intellettuali non Lego. Da allora, Lego ha avuto in licenza altri diversi marchi per l'utilizzo nei suoi videogiochi, tra cui Star Wars, Batman e Rock Band.
Durante lo sviluppo di LEGO Star Wars: Il videogioco, Giant Interactive è stata acquistata e fusa con Traveller's Tales per formare TT Games e diventare TT Games Publishing, nuova divisione editoriale TT Games. Nel novembre 2007, TT Games è stata acquisita da Warner Bros. Interactive Entertainment. Nel 2010 quando la licenza dei videogiochi a tema Lego è tornata al Gruppo Lego, hanno aperto LEGO Videogames per gestire ulteriormente la licenza sempre in collaborazione con TT Games.

## Videogiochi
| Anno | Titolo                                         | Genere                                      | Computer                                | Console                                                                  | Console portatile                           | Smartphone   |
| ---- | ---------------------------------------------- | ------------------------------------------- | --------------------------------------- | ------------------------------------------------------------------------ | ------------------------------------------- | ------------ |
| 1991 | Linking Leroy (in sviluppo, ma mai pubblicato) | Piattaforme                                 | Commodore 64                            | —                                                                        | —                                           | —            |
| 1995 | LEGO Fun to Build                              | Puzzle                                      | —                                       | Sega Pico                                                                | —                                           | —            |
| 1999 | LEGO Friends (videogioco 1999)                 | Gioco per ragazze                           | Windows                                 | —                                                                        | —                                           | —            |
| 2006 | Bionicle Heroes                                | Sparatutto in terza persona                 | Windows                                 | PlayStation 2, GameCube, Xbox, Xbox 360, Wii                             | Nintendo DS                                 | —            |
| 2002 | Bionicle: Matoran Adventures                   | Platformer                                  | —                                       | —                                                                        | Game Boy Advance                            | —            |
| 2005 | Bionicle: Maze of Shadows                      | RPG a turni                                 | —                                       | —                                                                        | Game Boy Advance                            | —            |
| 2001 | Bionicle: Tales of the Tohunga                 | Avventura                                   | —                                       | —                                                                        | Game Boy Advance                            | —            |
| 2003 | Bionicle: The Game                             | Avventura                                   | Windows, OS X                           | PlayStation 2, GameCube, Xbox                                            | Game Boy Advance                            | —            |
| 2002 | Drome Racers                                   | Simulatore di guida                         | Windows                                 | PlayStation 2, GameCube, Xbox                                            | Game Boy Advance                            | —            |
| 2002 | Island Xtreme Stunts                           | Avventura dinamica                          | Windows                                 | PlayStation 2                                                            | Game Boy Advance                            | —            |
| 2000 | LEGO Alpha Team                                | Azione                                      | Windows                                 | —                                                                        | Game Boy Color                              | —            |
| 2009 | LEGO Battles                                   | Strategia in tempo reale                    | —                                       | —                                                                        | Nintendo DS                                 | —            |
| 2011 | LEGO Battles: Ninjago                          | Strategia in tempo reale                    | —                                       | —                                                                        | Nintendo DS                                 | iOS          |
| 1998 | LEGO Scacchi                                   | Strategico                                  | Windows                                 | —                                                                        | —                                           | —            |
| 2013 | LEGO City Undercover                           | Open world, Platform                        | Windows                                 | Wii U, Playstation 4, Xbox One                                           | Nintendo Switch                             | —            |
| 2013 | LEGO City Undercover: The Chase Begins         | Open world, Platform                        | —                                       | —                                                                        | Nintendo 3DS                                | —            |
| 2011 | LEGO Creationary                               | Rompicapo                                   | —                                       | —                                                                        | —                                           | iOS, Android |
| 1998 | LEGO Creator                                   | Simulazione di costruzione                  | Windows                                 | —                                                                        | —                                           | —            |
| 2000 | LEGO Creator: Knights' Kingdom                 | Simulazione di costruzione                  | Windows                                 | —                                                                        | —                                           | —            |
| 2013 | LEGO Friends (videogioco 2013)                 | Miscellanea                                 | —                                       | —                                                                        | Nintendo DS, Nintendo 3DS                   | —            |
| 1997 | Isola LEGO                                     | Avventura dinamica                          | Windows                                 | —                                                                        | —                                           | —            |
| 2001 | Isola LEGO 2: La rivincita del Briccone        | Avventura dinamica                          | Windows                                 | PlayStation                                                              | Game Boy Color, Game Boy Advance            | —            |
| 2004 | LEGO Knights' Kingdom                          | Avventura dinamica                          | —                                       | —                                                                        | Game Boy Advance                            | —            |
| 2013 | LEGO Legends of Chima Online                   | Massively multiplayer online (MMO)          | Windows                                 | —                                                                        | —                                           | iOS          |
| 2013 | LEGO Legends of Chima: Viaggio di Laval        | Avventura dinamica                          | —                                       | —                                                                        | Nintendo DS, Nintendo 3DS, PlayStation Vita | —            |
| 2013 | LEGO Legends of Chima: Speedorz                | Simulatore di guida                         | Windows                                 | —                                                                        | —                                           | iOS          |
| 1998 | LEGO Loco                                      | Mondo virtuale                              | Windows                                 | —                                                                        | —                                           | —            |
| 2014 | LEGO Minifigures Online                        | Massively Multiplayer Online (MMO)          | Windows                                 | —                                                                        | —                                           | iOS, Android |
| 2000 | LEGO My Style Kindergarten                     | Educativo                                   | Windows, Mac OS                         | —                                                                        | —                                           | —            |
| 2000 | LEGO My Style Preschool                        | Educativo                                   | Windows, Mac OS                         | —                                                                        | —                                           | —            |
| 2014 | LEGO Ninjago: Nindroids                        | Avventura dinamica                          | —                                       | —                                                                        | Nintendo 3DS, PlayStation Vita              | —            |
| 2015 | LEGO Ninjago: L'Ombra di Ronin                 | Avventura dinamica                          | —                                       | —                                                                        | Nintendo 3DS, PlayStation Vita              | —            |
| 2013 | LEGO Ninjago: The Final Battle                 | Platformer                                  | Windows                                 | —                                                                        | —                                           | —            |
| 1999 | LEGO Racers                                    | Simulatore di guida                         | Windows                                 | PlayStation, Nintendo 64                                                 | Game Boy Color                              | —            |
| 2001 | LEGO Racers 2                                  | Simulatore di guida                         | Windows                                 | PlayStation 2                                                            | Game Boy Advance                            | —            |
| 1999 | LEGO Rock Raiders                              | Azione (PS1), strategia in tempo reale (PC) | Windows                                 | PlayStation                                                              | —                                           | —            |
| 2002 | LEGO Soccer Mania                              | Sportivo                                    | Windows                                 | PlayStation 2                                                            | Game Boy Advance                            | —            |
| 2000 | LEGO Stunt Rally                               | Simulatore di guida                         | Windows                                 | —                                                                        | Game Boy Color                              | —            |
| 2010 | LEGO Universe                                  | Massively Multiplayer Online (MMO)          | Windows, OS X                           | —                                                                        | —                                           | —            |
| 1999 | LEGOLAND (videogioco)                          | Strategia                                   | Windows                                 | —                                                                        | —                                           | —            |
| 2017 | LEGO Worlds                                    | Open world, Sandbox                         | Windows                                 | PlayStation 4, Xbox One                                                  | Nintendo Switch                             | —            |
| 2018 | Lego Cube                                      | Open world, Sandbox                         | Windows                                 | —                                                                        | —                                           | Android, iOS |
| 2019 | LEGO Builder's Journey                         | Puzzle game geometrico                      | macOS (Apple Arcade), Microsoft Windows | PlayStation 4, PlayStation 5, Xbox One, Xbox Series X/S                  | Nintendo Switch                             | iOS          |
| 2019 | LEGO Brawls                                    | Picchiaduro                                 | macOS (Apple Arcade), Microsoft Windows | PlayStation 4, PlayStation 5, Xbox One, Xbox Series X/S                  | Nintendo Switch                             | iOS          |
| 2019 | LEGO Tower                                     | Costruzioni                                 | —                                       | —                                                                        | —                                           | Android, iOS |
| 2020 | LEGO Legacy: Heroes Unboxed                    | Strategia                                   | —                                       | —                                                                        | —                                           | Android, iOS |
| 2022 | LEGO Bricktales                                | Avventura, Rompicapo, Simulazione           | Windows                                 | PlayStation 4, PlayStation 5, Xbox One, Xbox Series X/S                  | Nintendo Switch                             | —            |
| 2023 | LEGO 2K Drive                                  | Open world, Arcade                          | Windows                                 | Nintendo Switch, PlayStation 4, PlayStation 5, Xbox One, Xbox Series X/S | -                                           | -            |

## Concessi in licenza
Tutti i giochi basati sulle proprietà concessi in licenza sono stati sviluppati da TT Games, con l'eccezione di LEGO Creator: Harry Potter e Lego Creator: Harry Potter e la camera dei segreti, che sono stati sviluppati da Superscape.
| Anno | Titolo                                             | Serie                                                 | Computer      | Console                                                 | Console portatile                                                 | Smartphone   |
| ---- | -------------------------------------------------- | ----------------------------------------------------- | ------------- | ------------------------------------------------------- | ----------------------------------------------------------------- | ------------ |
| 2001 | LEGO Creator: Harry Potter                         | Harry Potter                                          | Windows       | —                                                       | —                                                                 | —            |
| 2002 | LEGO Creator: Harry Potter e la camera dei segreti | Harry Potter                                          | Windows       | —                                                       | —                                                                 | —            |
| 2005 | LEGO Star Wars: Il videogioco                      | Guerre stellari                                       | Windows, OS X | GameCube, PlayStation 2, Xbox                           | Game Boy Advance                                                  | —            |
| 2006 | LEGO Star Wars II: La trilogia classica            | Guerre stellari                                       | Windows, OS X | GameCube, PlayStation 2, Xbox, Xbox 360                 | Game Boy Advance, Nintendo DS, PlayStation Portable               | —            |
| 2007 | LEGO Star Wars: La saga completa                   | Guerre stellari                                       | Windows, OS X | PlayStation 3, Wii, Xbox 360                            | Nintendo DS                                                       | iOS, Android |
| 2008 | LEGO Indiana Jones: Le avventure originali         | Indiana Jones                                         | Windows, OS X | PlayStation 2, PlayStation 3, Wii, Xbox 360             | Nintendo DS, PlayStation Portable                                 | —            |
| 2008 | LEGO Batman: Il videogioco                         | DC / Batman                                           | Windows, OS X | PlayStation 2, PlayStation 3, Wii, Xbox 360             | Nintendo DS, PlayStation Portable                                 | iOS          |
| 2009 | LEGO Rock Band                                     | Rock Band                                             | —             | PlayStation 3, Wii, Xbox 360                            | Nintendo DS                                                       | —            |
| 2009 | LEGO Indiana Jones 2: L'avventura continua         | Indiana Jones                                         | Windows, OS X | PlayStation 3, Wii, Xbox 360                            | Nintendo DS, PlayStation Portable                                 | —            |
| 2010 | LEGO Harry Potter: Anni 1-4                        | Harry Potter                                          | Windows, OS X | PlayStation 3, Wii, Xbox 360, PlayStation 4             | Nintendo DS, PlayStation Portable                                 | iOS, Android |
| 2011 | LEGO Star Wars III: The Clone Wars                 | Star Wars                                             | Windows, OS X | PlayStation 3, Wii, Xbox 360                            | Nintendo DS, Nintendo 3DS, PlayStation Portable                   | —            |
| 2011 | LEGO Pirati dei Caraibi: Il videogioco             | Pirati dei Caraibi                                    | Windows, OS X | PlayStation 3, Wii, Xbox 360                            | Nintendo DS, Nintendo 3DS, PlayStation Portable                   | —            |
| 2011 | LEGO Harry Potter: Anni 5-7                        | Harry Potter                                          | Windows, OS X | PlayStation 3, Wii, Xbox 360, PlayStation 4             | Nintendo DS, Nintendo 3DS, PlayStation Portable, PlayStation Vita | iOS, Android |
| 2012 | LEGO Batman 2: DC Super Heroes                     | DC / Batman                                           | Windows, OS X | PlayStation 3, Wii, Wii U, Xbox 360                     | Nintendo DS, Nintendo 3DS, PlayStation Vita                       | iOS, Android |
| 2012 | LEGO Il Signore degli Anelli                       | Il Signore degli Anelli                               | Windows, OS X | PlayStation 3, Wii, Xbox 360                            | Nintendo DS, Nintendo 3DS, PlayStation Vita                       | iOS, Android |
| 2013 | LEGO Marvel Super Heroes                           | Marvel                                                | Windows, OS X | PlayStation 3, PlayStation 4, Wii U, Xbox 360, Xbox One | Nintendo DS, Nintendo 3DS, PlayStation Vita                       | iOS          |
| 2014 | Lego Marvel Super Heroes: Universe in Peril        | Marvel                                                | -             | -                                                       | Nintendo DS, Nintendo 3DS, PlayStation Vita                       | iOS, Andoird |
| 2014 | The LEGO Movie Videogame                           | The LEGO Movie                                        | Windows, OS X | PlayStation 3, PlayStation 4, Wii U, Xbox 360, Xbox One | Nintendo 3DS, PlayStation Vita                                    | iOS          |
| 2014 | LEGO Lo Hobbit                                     | Lo Hobbit                                             | Windows       | PlayStation 3, PlayStation 4, Wii U, Xbox 360, Xbox One | Nintendo 3DS, PlayStation Vita                                    | —            |
| 2014 | LEGO Batman 3: Gotham e oltre                      | DC / Batman                                           | Windows, OS X | PlayStation 3, Playstation 4, Wii U, Xbox 360, Xbox One | Nintendo 3DS, PlayStation Vita                                    | iOS, Android |
| 2014 | Lego Star Wars: Microfighters                      | Star Wars                                             | -             | -                                                       | -                                                                 | iOS, Android |
| 2015 | LEGO Jurassic World                                | Jurassic Park                                         | Windows, OS X | PlayStation 3, PlayStation 4, Wii U, Xbox 360, Xbox One | Nintendo 3DS, PlayStation Vita                                    | iOS, Android |
| 2015 | LEGO Dimensions                                    | Vari                                                  | —             | Playstation 3, Playstation 4, Wii U, Xbox 360, Xbox One | —                                                                 | —            |
| 2016 | LEGO Marvel's Avengers                             | Marvel                                                | Windows, OS X | PlayStation 3, PlayStation 4, Wii U, Xbox 360, Xbox One | Nintendo 3DS, PlayStation Vita                                    | —            |
| 2016 | LEGO Star Wars: Il risveglio della Forza           | Star Wars                                             | Windows, OS X | Playstation 3, Playstation 4, Wii U, Xbox 360, Xbox One | Nintendo 3DS, PlayStation Vita                                    | iOS, Android |
| 2016 | LEGO Harry Potter Collection                       | Harry Potter                                          | Windows       | Playstation 4, Playstation 5, Xbox One, Xbox Series X/S | Nintendo Switch                                                   | —            |
| 2017 | LEGO Batman Movie Videogame                        | DC                                                    |               |                                                         |                                                                   |              |
| 2017 | LEGO Ninjago - Il film - Il videogioco             | The LEGO Movie                                        | Windows, OS X | PlayStation 4, Xbox One, Nintendo Switch                | Nintendo Switch                                                   | —            |
| 2017 | LEGO Marvel Super Heroes 2                         | Marvel                                                | Windows, OS X | PlayStation 4, Xbox One, Nintendo Switch                | Nintendo Switch                                                   | —            |
| 2018 | LEGO DC Super-Villains                             | DC                                                    | Windows, OS X | PlayStation 4, Xbox One, Nintendo Switch                | Nintendo Switch                                                   | —            |
| 2018 | LEGO Gli Incredibili                               | Gli Incredibili - Una "normale" famiglia di supereroi | Windows, OS X | PlayStation 4, Xbox One, Nintendo Switch                | Nintendo Switch                                                   | —            |
| 2019 | The LEGO Movie 2 Videogame                         | The LEGO Movie                                        | Windows, OS X | PlayStation 4, Xbox One, Nintendo Switch                | Nintendo Switch                                                   | —            |
| 2019 | Lego Marvel Collection                             | Marvel                                                |               |                                                         |                                                                   |              |
| 2019 | Lego Star Wars Battles                             | Star Wars                                             |               |                                                         |                                                                   |              |
| 2021 | Lego Star Wars: Castaways                          | Star Wars                                             |               |                                                         |                                                                   |              |
| 2022 | LEGO Star Wars: La saga degli Skywalker            | Star Wars                                             | Windows, OS X | PlayStation 4, Xbox One, Nintendo Switch, Google Stadia | Nintendo Switch                                                   | —            |
| 2023 | Lego Fortnite                                      | Fortnite                                              | Windows       | Playstation 4, Playstation 5, Xbox One, Xbox Series X/S | Nintendo Switch                                                   | Android      |
| 2024 | Lego Hill Climb Adventures                         | Hill Climb Racing                                     |               |                                                         |                                                                   |              |
| 2024 | LEGO Horizon Adventures                            | Horzion                                               |               | Playstation 5                                           | Nintendo Switch                                                   |              |
| 2026 | LEGO Batman: L'eredità del Cavaliere Oscuro        | DC / Batman                                           |               |                                                         |                                                                   |              |